# Szápár
Szápár es un pueblo ubicado en el distrito de Zirc, en el condado de Veszprém, Hungría.

## Superficie
Posee una superficie de 7,090 kilómetros cuadrados.

## Demografía
Hasta 2019 la población era de 452 habitantes, con una densidad de población de 63,75 habitantes por kilómetro cuadrado.